# Richard von Krafft-Ebing
Richard von Krafft-Ebing, voluit Richard Fridolin Joseph Freiherr Krafft von Festenberg auf Frohnberg, genannt von Ebing (Mannheim, 14 augustus 1840 – Graz, 22 december 1902) was een Duitse psychiater en auteur van een groot aantal werken over psychiatrie. Zijn bekendste werk is Psychopathia sexualis, dat in 1886 voor het eerst gepubliceerd werd.

## Leven
Krafft-Ebing werd geboren in Mannheim, Baden, als zoon van een adellijke hogere ambtenaar en de dochter van een bekende rechtsgeleerde, C.J.A. Mittermaier (1787-1867). Hij kreeg zijn opleiding in Praag (in de Oostenrijk-Hongaarse dubbelmonarchie) en studeerde medicijnen aan de universiteit van Heidelberg. Hij deed een specialisatie in psychiatrie en werkte in verscheidene klinieken. Krafft-Ebing werd professor in Straatsburg, Graz en Wenen. Hij populariseerde de psychiatrie en gaf lezingen over de kracht van hypnose.

## Psychopathia Sexualis
Onder de titel Psychopathia Sexualis. Eine klinisch-forensische Studie schreef Krafft-Ebing een soort catalogus van seksuele perversies, toegelicht aan de hand van patiëntenbeschrijvingen. Het was bedoeld als forensische referentie voor artsen en juristen. Het is in academische taal gesteld en naar eigen zeggen had de auteur het boek een Latijnse titel gegeven om 'gewone' lezers af te schrikken. De meest saillante stukken waren om diezelfde reden in het Latijn gesteld. Niettemin vond het boek veel aftrek; tijdens zijn leven, in slechts zestien jaar, verschenen er elf steeds verbeterde en uitgebreide drukken. Het had veel invloed; 'dat dunne gele boek' was bijvoorbeeld volgens een van de autobiografische werken van John Henry Mackay de manier waarop hij zijn seksuele geaardheid ontdekte. Ook werd Psychopathia sexualis al vroeg naar verschillende talen vertaald, zoals het Engels, Frans en Nederlands.
Krafft-Ebing introduceerde verschillende psychiatrische en seksuologische termen, die nog altijd in zwang zijn, zoals sadisme (naar Markies de Sade) en masochisme, naar zijn tijdgenoot, de romancier Leopold von Sacher-Masoch wiens gedeeltelijk autobiografische novelle Venus in bont het verhaal vertelt van een hoofdpersoon die fantaseert over onderwerping aan een mooie vrouw. Ook de termen dwangvoorstelling en schemertoestand zijn voor het eerst door Krafft-Ebing gebruikt. 
In zijn eerste editie van 1886 verdeelde Krafft-Ebing 'seksuele afwijkingen' in vier categorieën;
- Paradoxia sexualis: seksuele lust op het 'verkeerde' moment in een mensenleven: bij kinderen en ouderen
- Anaesthesia sexualis: onvoldoende lust
- Hyperaesthesia sexualis: overmatige lust
- Paraesthesia sexualis : seksuele lust met verkeerd doel of object. Hieronder viel homoseksualiteit (seksuele lust gericht op personen van het eigen geslacht), fetisjisme, sadisme, masochisme, pederastie, enzovoort

## Werken
Krafft-Ebing schreef verschillende andere boeken, waaronder:
- Grundzüge der Criminalpsychologie für Juristen (1872)
- Die Melancholie. Eine klinische Studie (1874)
- Die progressive allgemeine Paralyse (1894)
- Nervosität und neurasthenische Zustände (1895).